# Liste von Persönlichkeiten der Gemeinde Hardheim
Diese Liste von Persönlichkeiten der Gemeinde Hardheim zeigt die Bürgermeister, Ehrenbürger, Söhne und Töchter der Gemeinde Hardheim und deren Ortsteile (Bretzingen, Dornberg, Erfeld, Gerichtstetten, Hardheim, Rüdental, Rütschdorf, Schweinberg und Vollmersdorf), sowie weitere Persönlichkeiten, die mit Hardheim verbunden sind. Die Liste erhebt keinen Anspruch auf Vollständigkeit.

## Bürgermeister
Folgende Personen waren Bürgermeister von Hardheim:
- 1808–1823: Johann Popp (Großherzoglicher Vogt)
- 1824–1832: Michael Gärtner
- 1833–1835: Joseph Popp
- 1836–1842: Johann Georg Müller
- 1842–1844: Johann Joseph Hollerbach
- 1844–1845: Johann Leiblein (Amtsverweser)
- 1845–1848: Lorenz Erbacher
- 1848–1867: Franz Joseph Baumann
- 1867–1874: Joseph Michael Burkard
- 1875–1881: Franz Alois Barth
- 1881–1907: Alois Kuhn
- 1907–1919: Adolf Eirich
- 1919–1933: Adolf Seeber
- 1934–1936: Otto Wilhelm Berberich
- 1937–1945: Otto Bermayer
- 1945–1952: Anton Henn
- 1952–1974: Kurt Schmider
- 1974–1998: Ernst Hornberger
- 1998–2014: Heribert Fouquet
- 2014–2022: Volker Rohm
- Seit 2022: Stefan Grimm

## Ehrenbürger
Folgenden Personen, die sich in besonderer Weise um das Wohl oder das Ansehen der Kommune verdient gemacht haben, verlieh die Gemeinde Hardheim das Ehrenbürgerrecht:
- Gustav Eirich (1904–2001), Fabrikant
- Hubert Eirich (1935–2018), Dipl. Ingenieur
- Joseph Eirich (1869–1962), Fabrikant
- Willi Eirich (1900–1985), Fabrikant
- Albert Katzenmaier (1902–1983), Oberstudienrat
- Josef Heck (1897–1988), H. H. Geistlicher Rat Pfarrer
- Robert Hensle (1905–2000), Technischer Oberlehrer
- Anton Hock (1888–1975), H. H. Pfarrer
- Friedrich Maag (1906–1980), Chirurg
- Johannes Madeja (1896–1986), H. H. Pfarrer
- Ferdinand Müller (1862–1953), Lagerhausverwalter
- Adolf Seeber (1883–1955), Schmiedemeister
- Joseph Stephan (1854–1930), H. H. Geistlicher Rat Pfarrer

## Söhne und Töchter der Gemeinde
Folgende Personen wurden in Hardheim (bzw. in einem Ortsteil des heutigen Gemeindegebiets von Hardheim) geboren:

### 18. Jahrhundert
- Jacob Hardmann (1720–1760), Jesuit, Philosoph, Theologe und Hochschullehrer

### 19. Jahrhundert
- Josef Baumann (1815–1874), geb.in Buchen exzentrischer Tierfreund und „König der Barbiere“
- Ludwig Klein (1857–1928), geboren in Gerichtstetten, Biologe, Botaniker und Hochschullehrer
- Ignaz Schwinn (1860–1948), Fahrradhersteller, geboren in Hardheim
- Julius Heffner (1877–1951), geboren in Bretzingen, Gewerbelehrer und Maler
- Maximilian Bader (1879–1955), Orgelbauer
- Wilhelm Bader junior (1875–1964), Orgelbauer
- Stefan Julius Rapp (1880–1938), Heimatforscher, Genealoge und Pädagoge
- Walter Hohmann (1880–1945), Pionier der Raumfahrt
- Josef Hollerbach (1898–1971), Kommunalpolitiker (CDU)
- Ignaz Dörr (1829–1886), war ein Hardheimer Orgelbauer.
- Heffner Philipp Ignaz, Landesdirektionsrat für Unterfranken (geboren in Hardheim 1765, gestorben 1843 in Würzburg).

### 20. Jahrhundert
- Manfred Kirchgeßner (1929–2017), Ernährungs- und Tierphysiologe
- Franz Josef Meinrad Merkel (* 1944), Bischof von Humaitá
- Frieder Hepp (* 1957), Historiker, Museumspädagoge und Museumsdirektor
- Sascha Selke (* 1967), Filmmusik-Komponist
- Jürgen Erbacher (* 1970), katholischer Theologe und ZDF-Journalist
- Karsten Kilian (* 1972), Hochschullehrer und Markenexperte
- Gudrun Engel (* 1979), Journalistin
- Dominik Stahl (* 1988), Fußballspieler
- Marcel Engels (* 1994), Handballspieler
- Helmut Berberich (* 1941), Denkmalpfleger, Hobbyhistoriker und Genealoge.